# Kyiv-Mohyla Humanities Journal
«Kyiv-Mohyla Humanities Journal» (скорочена назва: KMHJ) — електронний англомовний рецензований журнал відкритого доступу з питань літератури, історії і філософії (з головним наголосом на Центрально-Європейських студіях і україністиці). ISSN: 2313-4895
KMHJ — один із проєктів англомовних електронних рецензованих видань «Kyiv-Mohyla Academic Peer Reviewed Journals» Національного університету «Києво-Могилянська академія» і є першим міжнародним академічним журналом гуманітарного профілю в Україні, заснований на принципах анонімного рецензування. Головний редактор журналу — Володимир Моренець (НаУКМА).
Перший номер журналу вийшов 8 липня 2014 р., другий — 5 жовтня 2015 р. і був присвячений 400-літтю Києво-Могилянської академії.
Індексація базами даних: BASE, DOAJ, SHERPA/RoMEO, OAIster; із січня 2016 р. Kyiv-Mohyla Humanities Journal відібраний у Web of Science Core Collection (Emerging Sources Citation Index -ESCI), а також включений до EBSCO research collections. Kyiv-Mohyla Humanities Journal використовує ліцензію Creative Commons — Із зазначенням авторства 4.0 Міжнародна (CC BY 4.0).
Проєкт Києво-Могилянських академічних рецензованих журналів підтримує Сергій Сегеда, керівник та партнер Центру клітинної терапії «ЕмСелл», випускник НаУКМА 2001 р.